# Belén Franch Gras
Belén Franch Gras (València, 1984), és una científica valenciana, investigadora a la Universitat de València i professora adjunta a la Universitat de Maryland.
Va estudiar Física a la Universitat de València i es va doctorar en Física de la Terra i Termodinàmica; des de 2007 forma part del grup d'investigació de la Universitat de València Unitat de Canvi Global a l'Image Processing Laboratori (IPL). Al 2010 i 2012, va estar als Estats Units durant la realització del doctorat, arran del qual la NASA li va oferir treballar al Centre Goddard en la teledetecció mitjançant imatges de satèl·lit per a aconseguir conreus de cereals més rendibles. Des de 2013 és professora a la Universitat de Maryland i científica associada al Centre de vol espacial Goddard.
El seu treball se centra a realitzar investigacions sobre el canvi climàtic a través de l'estudi de l'albedo superficial i com millorar la informació del rendiment i producció dels conreus abans de ser segats. Ha publicat més de 40 articles en revistes SCI, capítols de llibres i informes tècnics per a l'Agència Espacial Europea i la NASA. Ha participat com a investigadora en més de 30 projectes finançats per la UE, NASA o ESA, sent investigadora principal en 9 d'ells.
L'any 2018 va ser guardonada per la NASA amb la Medal of Honor for Early Career Achievement pels seus assoliments. Així mateix en 2019 va rebre el premi de la NASA Goddard Exceptional Achievement for Science com a membre del grup Long Term Data Record (LTDR). En 2019 va rebre el Premi Jove Talent de l'EVAP (Associació d'Empresàries i Professionals de València) i en 2020 el premi Forinvest a la trajectòria professional en innovació i emprenedoria. Belen Franch ha sigut inclosa, amb altres 27 dones, en el llibre Exploradores i aventureres de la ciència com a referent femení de dona científica i en el llibre Més dones valencianes que han fet història, editat per Bromera.
En 2018 va aconseguir la màxima puntuació per a la recuperació de personal investigador d'excel·lència en el desenvolupament de projectes I+D+i al territori valencià, en la categoria sènior del programa Generació Talent de la Generalitat Valenciana, qüestió per la qual treballa a la Universitat de València com a investigadora distingida des de 2019.